# Малые Парфёнки
Малые Парфёнки — деревня в Можайском районе Московской области, в составе Сельского поселения Борисовское. Численность постоянного населения по Всероссийской переписи 2010 года — 4 человека. До 2006 года Малые Парфёнки входили в состав Ямского сельского округа.
Деревня расположена в центральной части района, примерно в 7 км к юго-западу от Можайска, на северном берегу Занинского пруда (название — по ныне не существующей деревне Занино), высота центра над уровнем моря 208 м. Ближайшие населённые пункты — Большие Парфёнки на юге и Большое Соколово на севере. У западной окраины проходит автодорога 46К-1130 Уваровка — Можайск.